# 고쿠시
고쿠시(일본어: 国司 코쿠시[*])는 일본 중앙 정부가 8세기의 율령제하에서 지방의 율령국을 감독하기 위해 파견한 지방관이다. 고쿠시는 율령에 따라서 세금징수 등 상당한 권한을 가지고 있었다. 고쿠시의 장관을 가미(守)라 하였다. 예를 들어 가이국의 고쿠시는 가이노카미(甲斐守)가 되었다. 어떤 경우에 가미는 자신의 영지에 살면서 실무를 더 낮은 관리들에게 위임하기도 했다. 율령국을 실질적으로 통치하는 가장 높은 관리를 수령(受領 즈료[*])이라 하였다.
고쿠시는 가마쿠라 시대와 무로마치 시대를 거치면서 수호에게 그 힘을 빼앗겼다. 그리하여 에도 시대에 고쿠시는 명목상의 직함으로만 남게 되었다.

## 같이 보기
- 수호 (일본사)
- 율령국
- 지두 (일본사)